# Слівічкі
Слівічкі (пол. Śliwiczki) — село в Польщі, у гміні Слівиці Тухольського повіту Куявсько-Поморського воєводства.
Населення — 437 осіб (2011).
У 1975-1998 роках село належало до Бидгощського воєводства.

## Демографія
Демографічна структура станом на 31 березня 2011 року:
|          | Загалом | Допрацездатний вік | Працездатний вік | Постпрацездатний вік |
| -------- | ------- | ------------------ | ---------------- | -------------------- |
| Чоловіки | 210     | 41                 | 154              | 15                   |
| Жінки    | 227     | 49                 | 142              | 36                   |
| Разом    | 437     | 90                 | 296              | 51                   |